# لياندرو رودريغيز (لاعب كرة قدم)
لياندرو رودريغيز (31 يناير 1982 في غوارولوس في البرازيل – )؛ هو لاعب كرة قدم سابق كان يلعب كمهاجم.

## وصلات خارجية
- لياندرو رودريغيز على موقع رابطة كرة القدم اليابانية للمحترفين (اليابانية)
- لياندرو رودريغيز على موقع قاعدة بيانات كرة القدم.إي يو (الإنجليزية)
- لياندرو رودريغيز على موقع Soccerway.com (الإنجليزية)